# Adolf von Becker
Adolf von Becker (né le 14 août 1831 à Helsinki – mort le 23 août 1909 à Vevey) est un artiste peintre et professeur finlandais.

## Biographie
Adolf von Becker commence ses études à l'école de dessin de l'association des arts; il étudie aussi le droit. En 1853, il obtient son diplôme de droit et devient stagiaire à la Cour d’appel de Turku. Il continue à dessiner et il fait la connaissance de Robert Wilhelm Ekman qui l'encourage à étudier à l'académie royale des beaux-arts du Danemark. Il suit ce conseil et en sort diplômé en 1856.
En 1858, il obtient une recommandation pour étudier avec Thomas Couture à Paris, mais il se sent débordé par l'énorme ville cosmopolite et il la quitte pour s'inscrire à la académie des beaux-arts de Düsseldorf. Les études lui semblant décevantes, il retourne à Paris. Quand Thomas Couture ferme son atelier en 1860, Adolf von Becker entre à l'école des Beaux-Arts où il étudie avec Félix-Joseph Barrias, Ernest Hébert, Léon Cogniet et Léon Bonnat.
L'été 1866 von Becker se rend à Rome et à Florence.
En 1868, il retourne en Finlande pour remplacer Magnus von Wright à l'Université d'Helsinki.
Il y est nommé professeur en 1879.
En même temps il crée sa propre école privée, parmi ses étudiants il a Helene Schjerfbeck, Ellen Thesleff, Maria Wiik, Elin Danielson-Gambogi, Helena Westermarck et Akseli Gallen-Kallela.
À la fin des années 1800, une école de jeunes artistes commence à attaquer la philosophie conservatrice de von Becker. On peut penser que c'est une des raisons de son départ de Finlande.
Plus tard certains de ses anciens disciples rabaisseront von Becker, oubliant son influence durant les premières étapes de leur carrière.
Plusieurs différends naissent entre les membres de la jeune génération d'artistes et von Becker, comme au sujet de l'organisation du  pavillon finlandais de l'exposition universelle de Paris de 1889. 
Pendant l'ouverture de l'exposition Albert Edelfelt et Ville Vallgren se battent avec Adolf von Becker, Walter Runeberg et Berndt Lindholm.
En 1892, il prend sa retraite de l'université et retourne à Paris. Avec l'âge trouvant les hivers parisiens trop froids, il s'installe en 1904 à Nice. Il meurt pendant des vacances à Vevey.

## Galerie

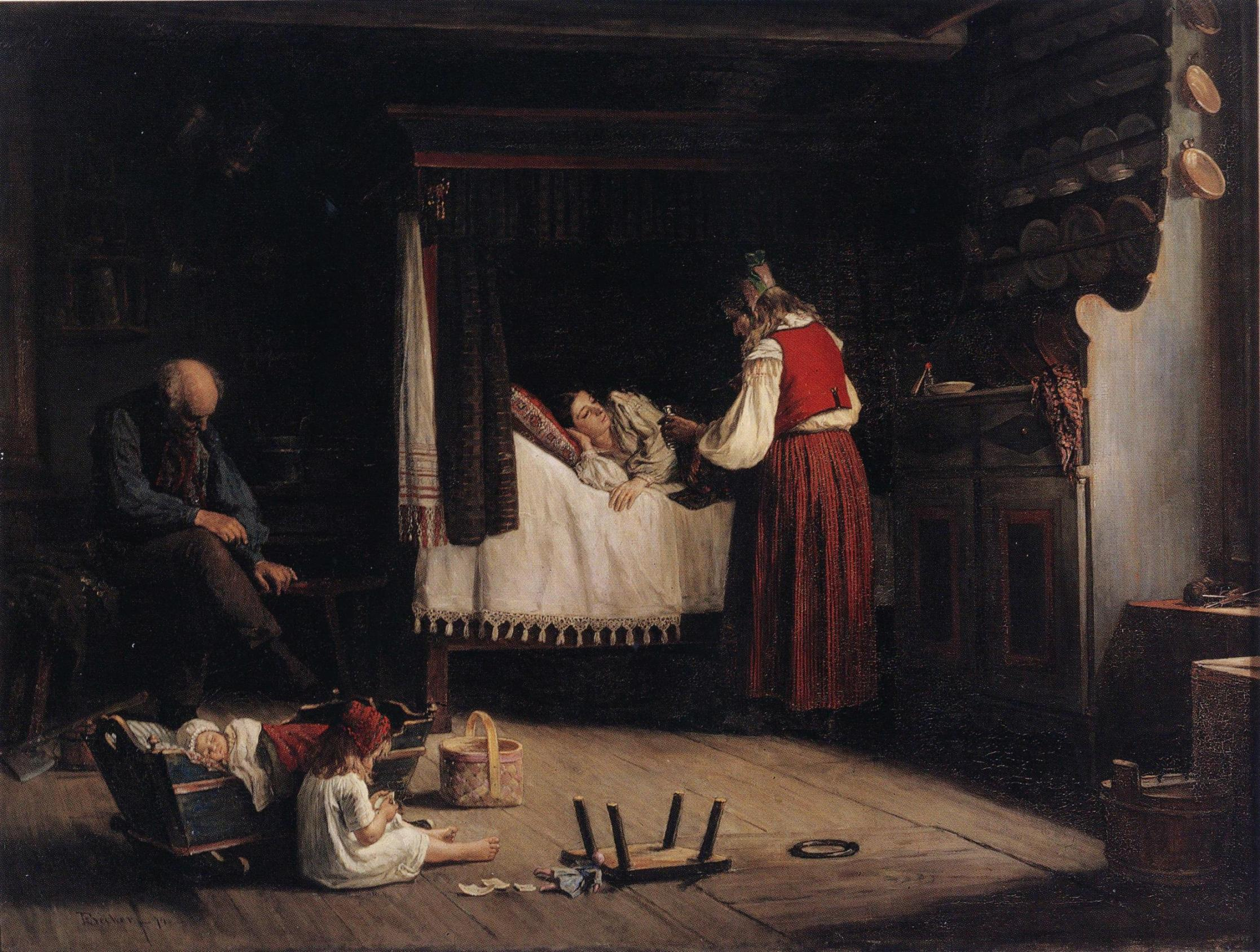
Jeune maman.
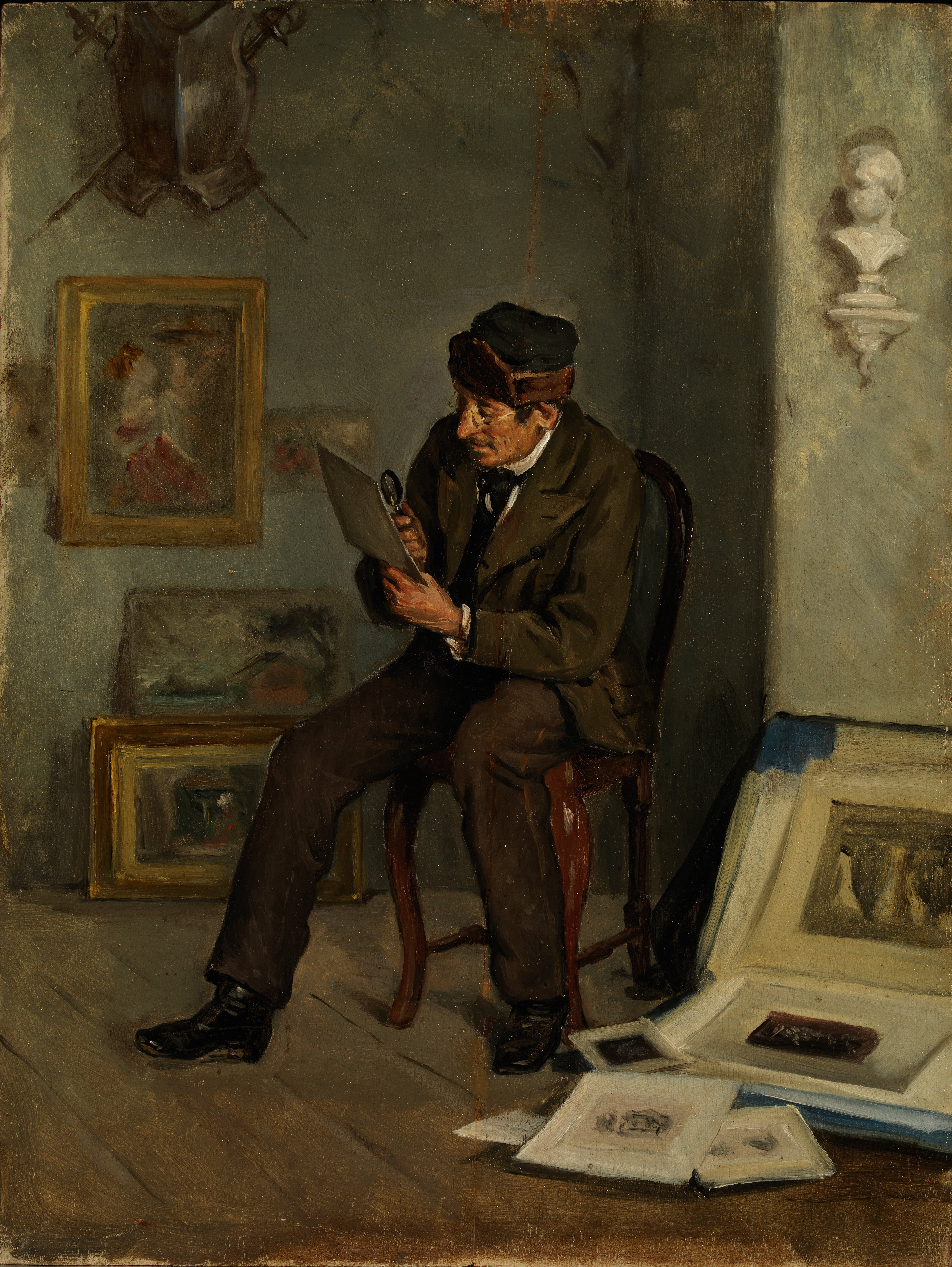
L'expert en art, 1880-1890.
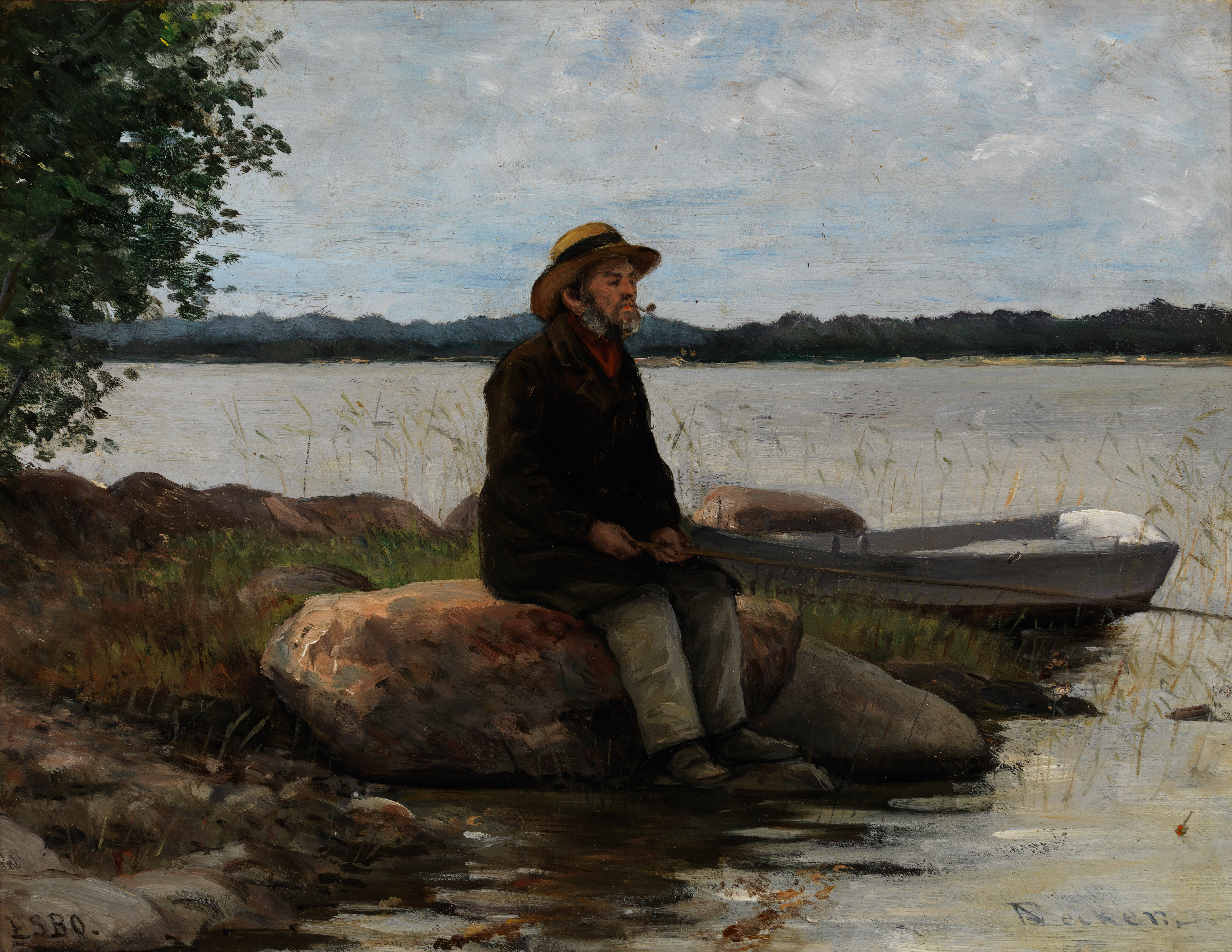
Le pêcheur (vers 1890).
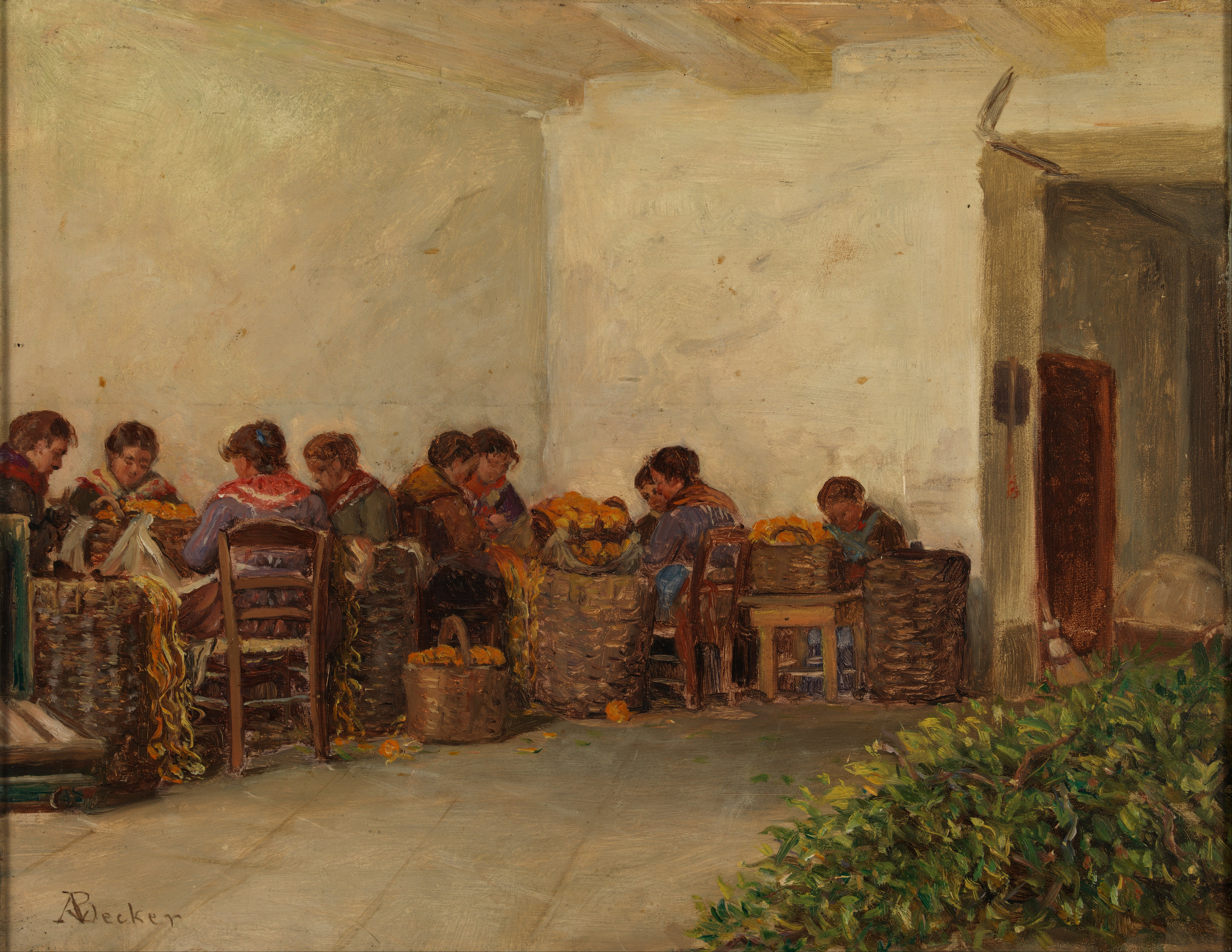
Femmes rurales, 1895.
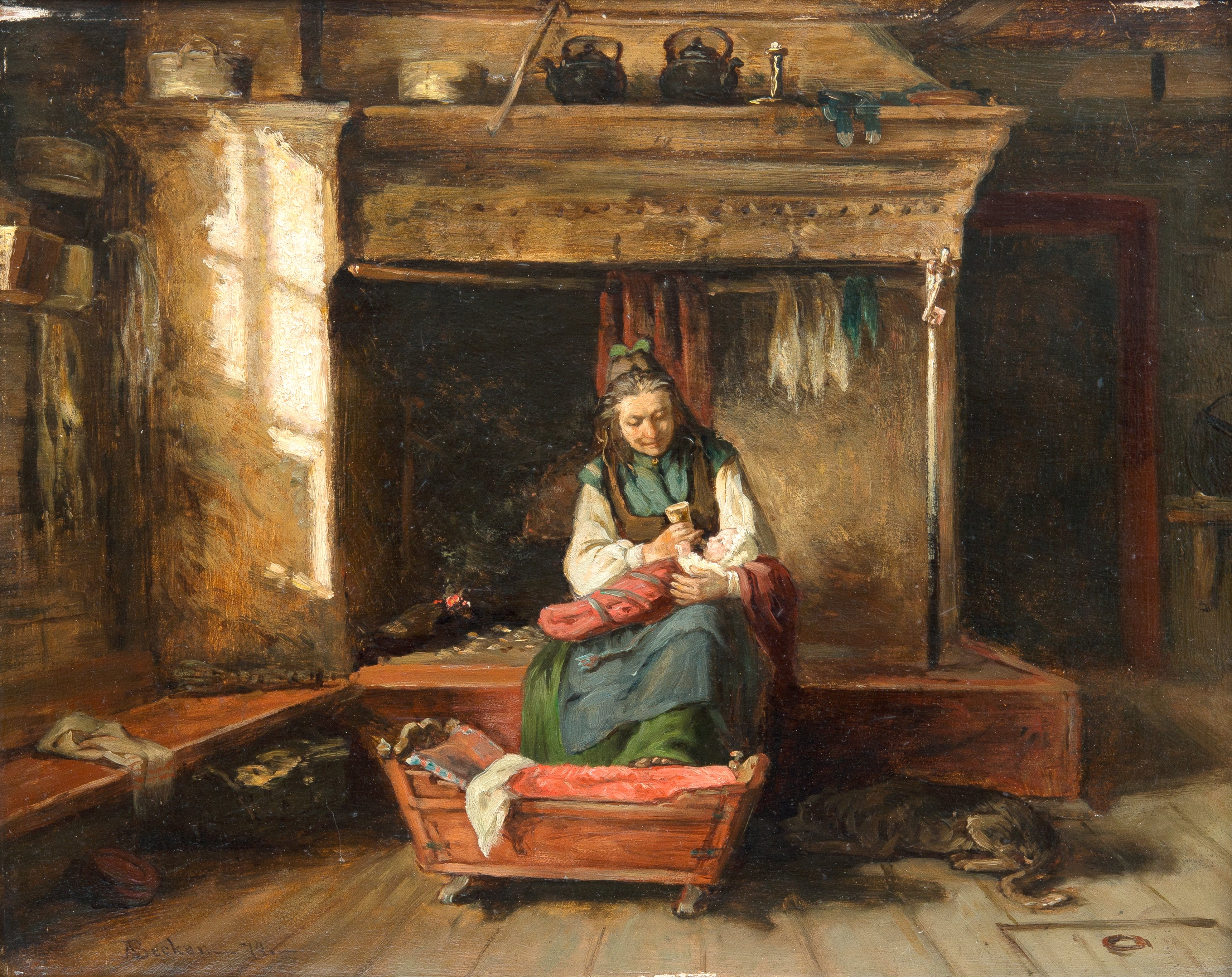
Nourrissant le bébé